# Пік Патхор
Пік Патхор, також Патхур, (тадж. Паххор) — гора в Горно-Бадахшанській автономній області Таджикистану. На 6 083 метри (19 957 фут) це найвища точка Рушанського хребта, підхребта гір Паміру.